# ロッソ (セネガル)
ロッソ (Rosso) は、セネガル共和国北部の都市。サンルイ州ダガナ県に位置する。モーリタニアとの国境に位置し、セネガル川をはさんだ対岸のモーリタニア領内にも同名の都市がある。
レオポール・セダール・サンゴール国際空港に次いで、セネガルへの入国者数が2番目に多い場所である。
座標: 北緯16度30分 西経15度48分 / 北緯16.500度 西経15.800度